# Burgosi katedrális
A burgosi katedrális vagy Szűz Mária-katedrális vagy Santa María-székesegyház (spanyolul Catedral de Burgos vagy Catedral de Santa María de Burgos) Spanyolország templomainak egyik legismertebbike.
Kasztília egykori fővárosában, Burgosban, az óváros közepén, a Santa María terén magasodik a gótikus építészet egyik legszebb spanyolországi példájaként emlegetett 13. századi székesegyház. Különös benyomást kelt eleganciájával, vonalainak harmóniájával az egyetlen spanyol katedrális, melynek érdekessége, hogy önmagában – környezete nélkül – vált az UNESCO világörökség részévé 1984-ben.
Másik büszkesége az, hogy itt nyugszik a spanyol történelem és irodalom egyaránt híres hőse, Cid lovag, a mórok elleni harcok kiváló bajnoka, a Cid-ének legendás alakja.

## Története
Burgos püspökségét a város virágkorában, a 11. században hozták létre, s ebben az időszakban épült fel első, román stílusú székesegyháza a várhegy és az Arlanzón folyó közötti területen. E templomnak nem maradt nyoma, de helyén épült a korunkban is itt álló hatalmas építmény.
Bár uralkodó építészeti elemeit a gótika határozza meg, de más korstílusok és stílusirányzatok hatása is megfigyelhető, hiszen a székesegyház építése 1221-től 1765-ig tartott.
A katedrális építéséhez több művészettörténeti korszak neves alkotói járultak hozzá, többek között Enrique mester, Juan Pérez, Pedro Sánchez de Molina, Juan, Simón és Francisco de Colonia és Juan de Vallejo. Szobrait Gil és Diego de Siloé készítette, freskóit Alonso de Sedano festette. Az üvegezés Arnao de Flandes munkáját dicséri.
A mesterek sorából kiemelkedő helyet foglal el Kölni János mester, azaz Hans von Köln, aki felvette a Juan de Colonia nevet.
Az épület első kövét, 1221. július 20-án rakta le III. Szent Ferdinánd király. Építését Mauricio püspök kezdeményezte, első építészei pedig Ricardo és Enrique mesterek voltak. Az utolsó simításokat Felipe Vigarny fejezte be a négyezeti tornyok elkészítésével. 1568 után csak kápolnákkal egészült ki az épület.

## A székesegyház alaprajza, felépítése

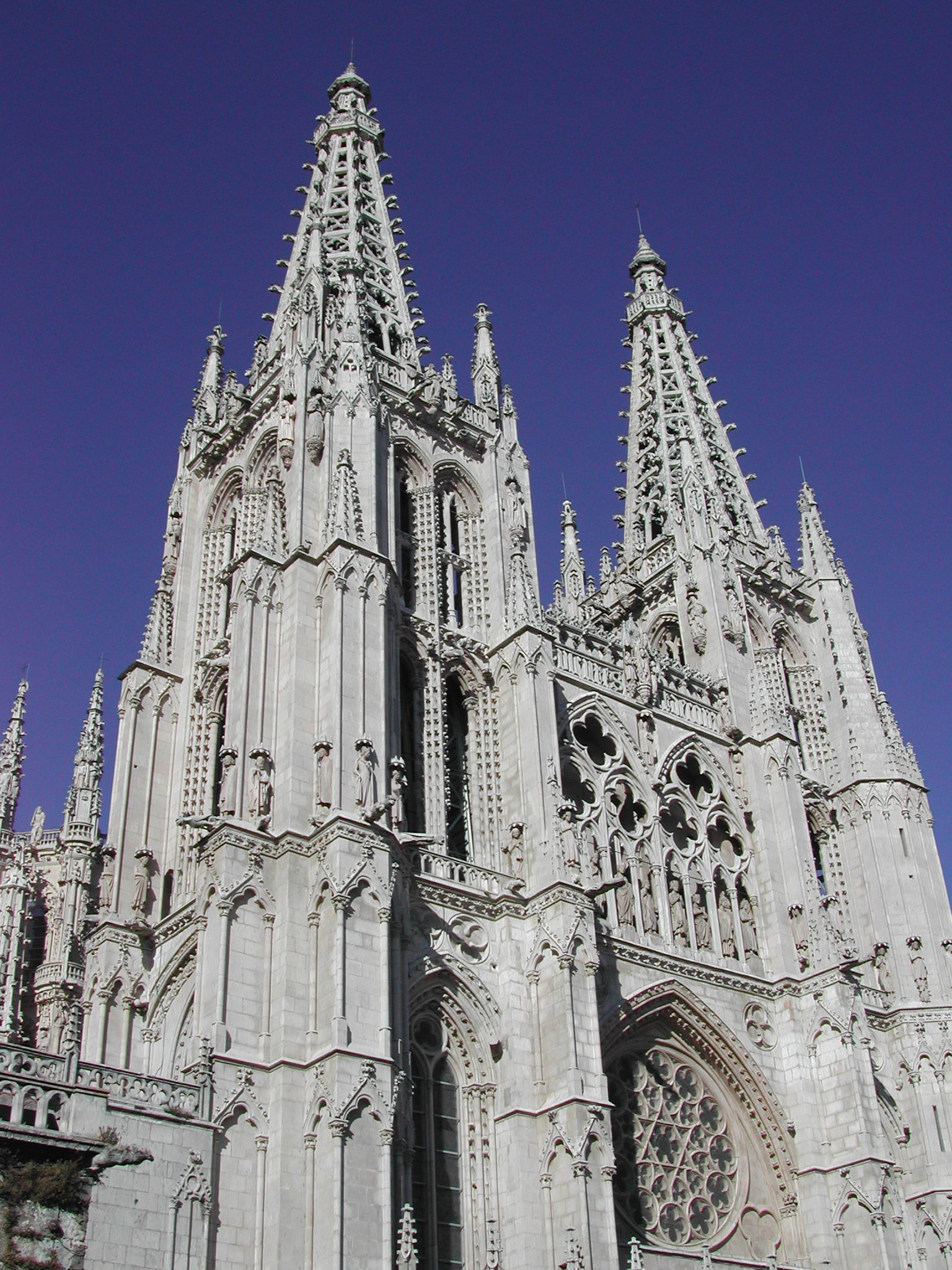
A katedrális tornyai

A burgosi katedrális alaprajza a francia gótikus katedrálisokét követi, de az idők folyamán sokat változott. Az eredeti templom háromhajós hosszházzal és gótikus keresztboltozattal rendelkezett. Ez megnövekedett az oldalhajók és a kápolnasor felépítésével.

## Az épület homlokzatai
A főhomlokzat északi irányba néz. Bejáratai a következők:
- Nyugati kapu (Puerta de Santa María vagy Puerta Principal): A főportál a Puerta de Santa María, mely fölött csillag formájú 6 méter átmérőjű rozettaablak látható 1240-ből. A homlokzat díszítőelemeiként Kasztília nyolc királyának szobra sorakozik. A hármas kapuzat felett emelkedik a két egyforma, egyenként 84 méter magas ikertorony, a 15. század alkotása.

- Déli kapu (Puerta del Sarmental): a keresztház homlokzatán nyíló kijárat a déli portál. A legszebb szoborcsoport ezen a kapun figyelhető meg. Francia mesterek munkája a 13. századból, az apostolokat és evangélistákat ábrázolja.

- Apostolok kapuja (Puerta de la Coronería o de los Apóstoles): a kereszthajó északi homlokzatának bejárata, ugyancsak az apostolok szobrainak felsorakoztatásával.

- Prémes kapu(Puerta de la Pellejería): Francisco de Colonia által készített kis platareszk stílusú kapu a 15. századból. Timpanonján Juan Rodríguez de Fonseca püspök domborműve, Szent Péter és Szent Pál figurája látható.

## A katedrális fő részei
A templom főhajója 84 méter hosszú és 59 méter széles, robusztus oszlopok tartják. A főkapun belépve és feltekintve egy groteszk kis figura látható az első bal oldali ablak felett, mely már a 16. század óta az óra felett nyitogatja a száját, mikor a katedrális harangjai elütik az időt. A 18. században restaurálták a Papamoscas nevű szobrocskát.
Kupola (Crucero y cimborrio): a főhajó figyelmet érdemlő négyezeti kupoláját Juan de Colonia készítette el először, de ez 1539-ben szerkezeti hiba miatt összeomlott, így Felipe Vigarny munkája a ma is látható műremek, melyet végül Juan de Vallejo fejezett be. Négypilléres nyolcszögletű alkotás a platareszk, a mudéjar, a reneszánsz és a gótika eleminek összeolvadásával. A nagy retabló (Retablo Mayor): reneszánsz mű, Rodrigo és Martín Haya, illetve Juan de Anchieta műveként jött létre. A négyezeti kupola alatt, a kórus és a főszentély között találjuk Cid lovag (Rodrigo Díaz de Vivar) sírját, ki feleségével, Jimenával együtt nyugszik itt. A reconquista hadvezére a várostól 9 km-re fekvő Vivarban született, Burgosból indult harcba a mórok ellen, s 1921-ben a kupola alá helyezték örök nyugalomra.
Kórus (Coro): A nagy retablóval szemben helyezkedik el a kórus, melyet Felipe Vigarnynak köszönhet az épület, de többen is dolgoztak rajt. 103 ülőhelyet találunk benn. 1550-től a főhajóban foglal helyet, de korábban az épület más részében helyezkedett el.
Aranylépcső (Escalera Dorada): a platareszk építészet legszebb alkotásainak egyike az Apostolok kapujától a kereszthajóba vezető lépcső. Fonseca püspök megbízásnak eredményeképpen Diego de Siloé műve 1519–1526-ból, az olasz reneszánsz hatásait tükrözi. Később ez a lépcső szolgált mintául a Párizsi Operaház lépcsőihez.

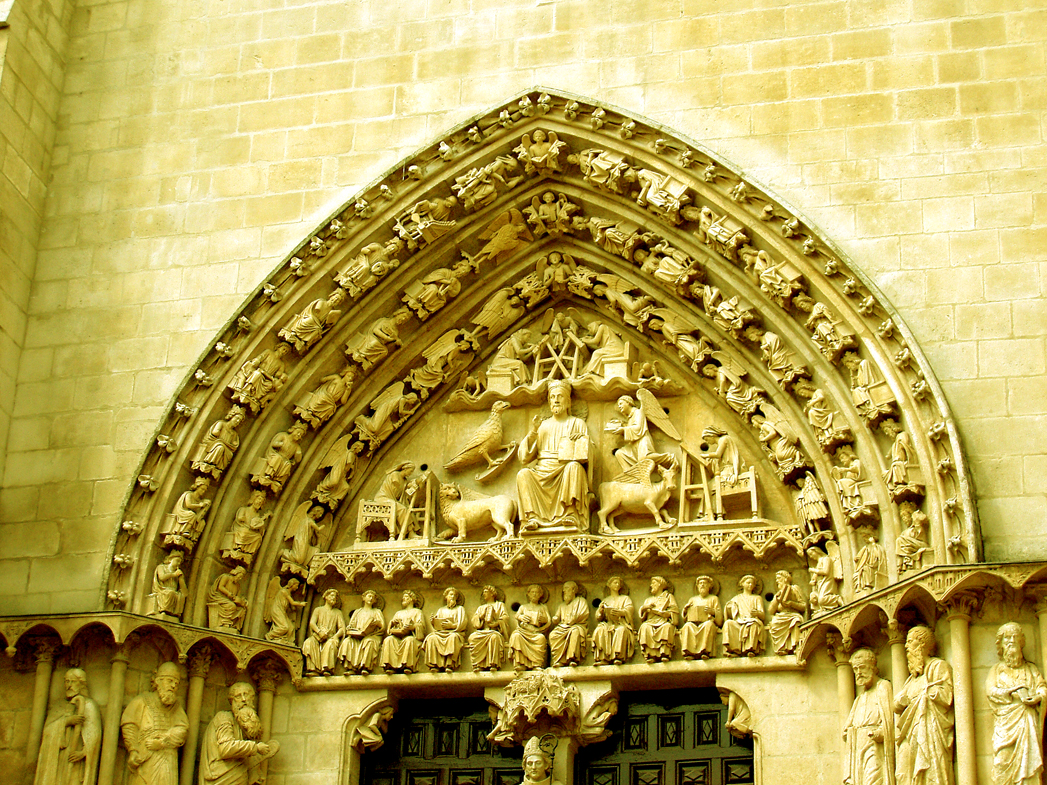
A déli kapu feletti szoborcsoport

Káptalani terem (Sala Capitular vagy Sala del Capítulo): 15. században keletkezett Alonso de Cartagena püspök idején, mudéjar díszítésű tetőszerkezet fedi. A flamand festészet egy igen érdekes alkotását őrzi, mely saját minőségében az épület legfontosabb műemlékei közé tartozik. A festmény ismeretlen brüsszeli mester munkája, Szűz Máriát ábrázolja a gyermekkel. Különösen kiemelhető a képen a színek kontrasztja, mely Mária vörös színű köpenye és a zöldes-kékes színekben festett tájképet mutató háttér között feszül. A terem emeleti részében Egyházművészeti Múzeumot helyeztek el.
Kerengő (Claustro): A székesegyház délkeleti oldalához tapad az emeletes kerengő, a nagyobb alsó kerengőrész (claustro bajo) csakúgy, mint a kisebb felső (claustro alto) a 13. században született gótikus stílusban Enrique mester műveként.
Sekrestyéje (Sakrístia Mayor) a kerengőhöz kapcsolódik, 1765-ben Fray José de San Juan de la Cruz készítette, és a barokk stílus jegyeit viseli magán.

## A kápolnák

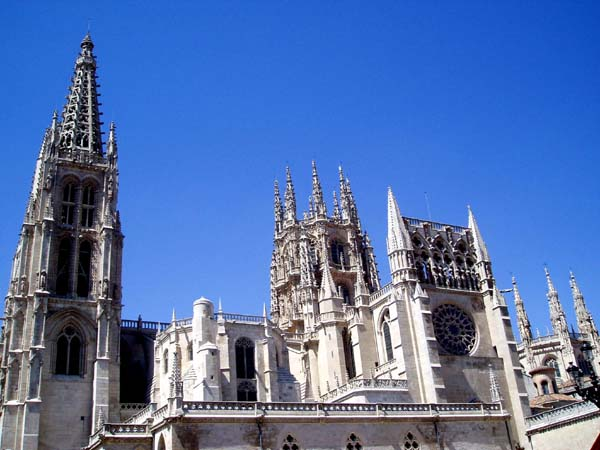
A burgosi katedrális

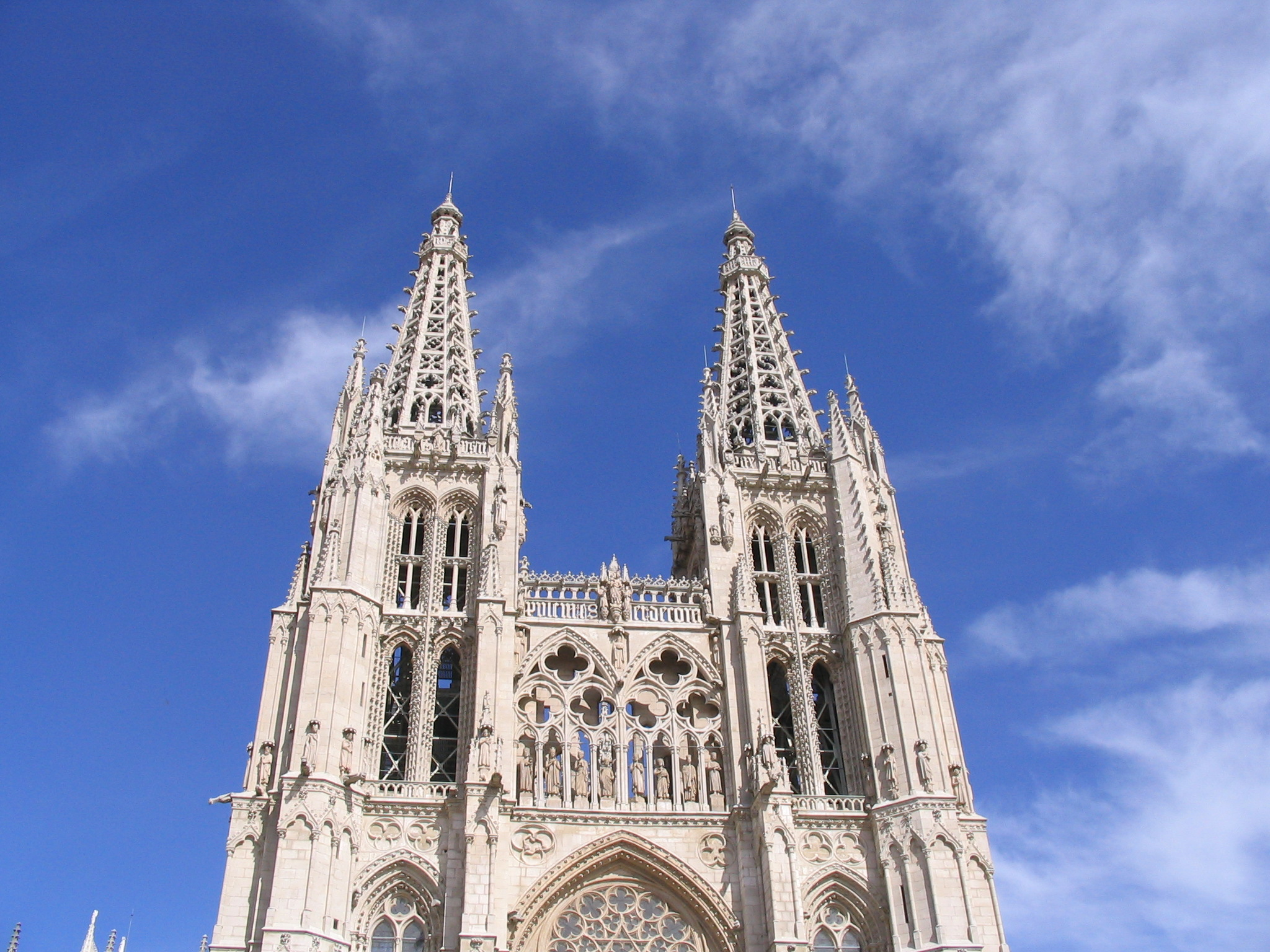
Tornyok

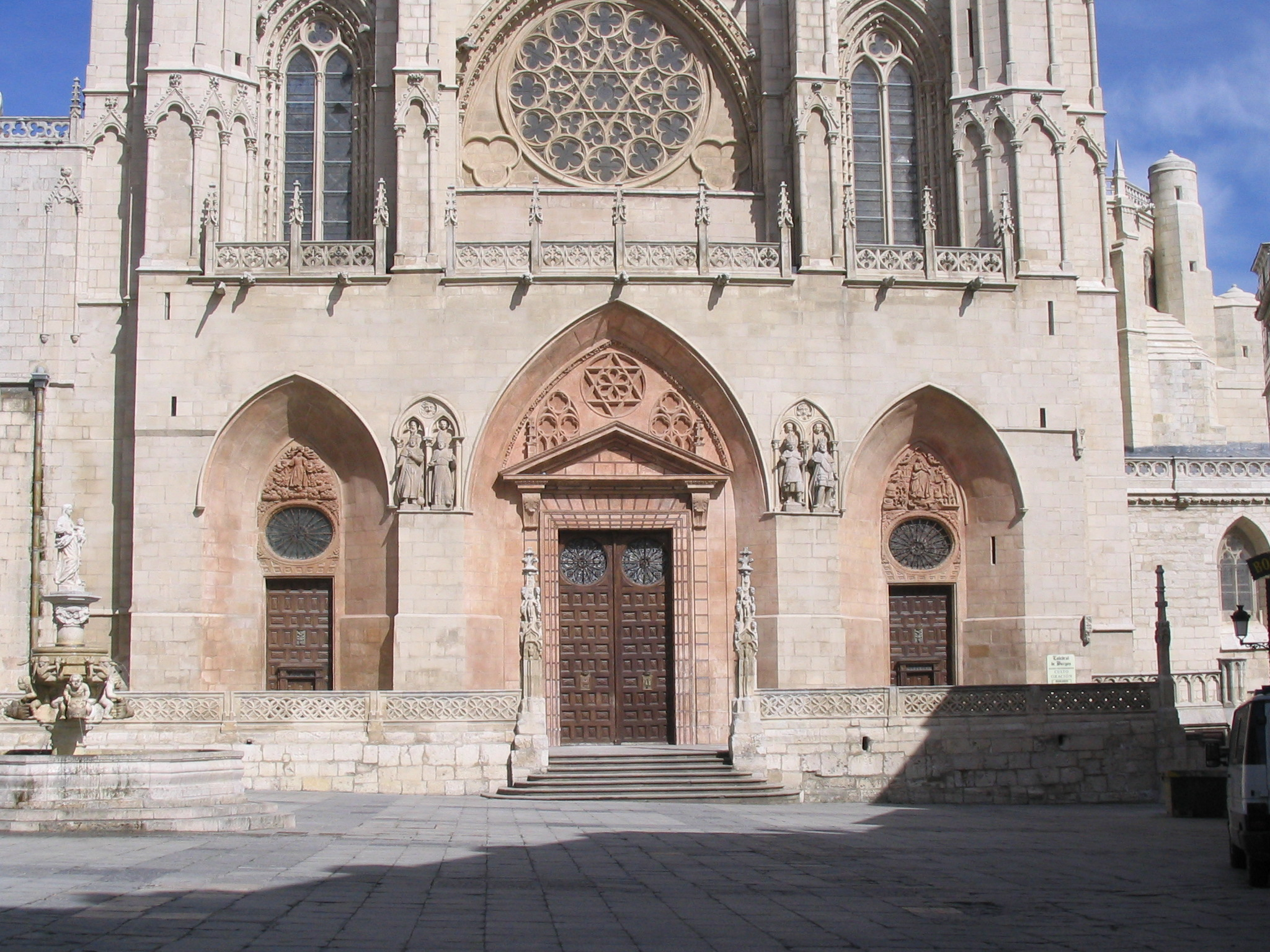
A Szűz Mária-kapu

Oldalhajóiban 19 kápolna nyílik, melyek közül három különösen érdekes: a Főkapitány kápolnája, Szent Tekla kápolnája és a Szent Katalin-kápolna.
A Főkapitány kápolnája (Capilla de los Condestables): 15. században készült kápolna, a katedrálisban a leghíresebb. Simón de Colonia műve Kasztília főkapitánya, Pedro Fernández de Velasco és felesége, Mencía de Mendoza y Figueroa részére. A szentélykörüljáró keleti oldaláról nyílik. Nyolcszögletű csillagboltos kupola fedi, oszlopait szobrok sora díszíti. A kápolna közepén látható magának a házaspárnak a márványból öntött sírja.
Szent Tekla-kápolna (Capilla de Santa Tecla): 1731–1735 között készült el Andrés Collado és Francisco Bazteguieta munkájának köszönhetően, Manuel de Samaniego y Jaca megbízásából. Négy korábbi kis gótikus kápolna és a Santiado de la Fuente-templom összeépítésével jött létre.
Szent Katalin-kápolna (Capilla de Santa Catalina): ebben a kápolnában helyezkedik el a Katedrális Múzeum (Museo Catedralicio), mely a székesegyház kicseinek gazdagságát érzékelteti páratlan szobor-, festmény-, szőnyeggyűjteményeivel. Itt őrzik Cid házasságlevelét is.
További kápolnák:
- Sarlós Boldogasszony-kápolna (Capilla de la Visitación): 1440–1442 között épült Alonso de Cartagena megbízásából, középen alapítójának alabástrom síremlékével, melyet Juan de Colonia alkotott. A retablo 1653-ból származik. Freskói közül figyelemre méltó a Szűz a gyermekkel, Szent Annával és Szent Jánossal, mely klasszikus itáliai mintákat követ.

- Szent Henrik-kápolna (Capilla de San Enrique): Enrique de Peralta de Cardenas kérésére készült, Juan de Sierra és Bernabé de Hazas műve, 1674-ben fejezték be. Retablójának közepén egy ülő Krisztus szobor helyezkedik el, ismeretlen alkotó műve, mely a flamand iskola hatásait mutatja.

- Sahagúni Szent János-kápolna (Capilla de San Juan de Sahagún): 14. századi kápolna, melynek barokk retablóját Fernando de González de Lara hozta létre 1766–1769 között. A szentet Pascual de Mena szobrász ábrázolta, 1770-ből származik.

- A Relikviák kápolnája (Capilla de las Reliquias): 1765-ben született barokk kápolna, az építésze Fray José de San Juan de la Cruz. Három retabloján 18. századi mellszobrokat láthatunk.

- Bemutatás-kápolna (Capilla de la Presentación): 1519–1524 között Juan de Matienzo mester által készített kápolna, Gonzalo de Lerma számára készítette Felipe de Vigarny.

- Burgosi Szent Krisztus-kápolna (Capilla del Santisimo Cristo de Burgos): A főkapun belépve jobbra a legelső kápolna, nagy neogótikus retablóval, mely a keresztre feszített Krisztust ábrázolja. Az alkotás flamand hatást mutat, a 14. században készült. Burgosi Krisztusként ismeri a szobrászművészet.

- Szent Anna-kápolna (Capilla de la Concepción o Santa Ana): 1477–1488 között létrejött kápolna, két korábbi kápolna és egy kis patio, udvar helyét foglalja el. Juan és Simón de Colonia munkája, Luis de Acuña y Osorio készíttette. Az apszis falán látható a nagy retablo, mely a flamand gótika példája, Gil de Siloé műve.

- Szent Miklós-kápolna (Capilla de San Nicolás): a dokumentumok szerint ez az épület legkorábbra datálható kápolnája, s az egyetlen, mely nem a főhajóból nyílik. 1230-ból származó épületrész, az ugyanebben az esztendőben elhunyt Pedro Díaz de Villahoz síremlékét rejti.

- A Születés kápolnája (Capilla de la Natividad): Ana de Espinosa és leányai, María és Catalina de Salamanca által finanszírozott kápolna. Martín de Bérriz és az építész, illetve szobrász Martín de la Haya működtek közre megalkotásában (1562–1590). Apszisában a retablo manierista jellegű műalkotás, bibliai témákat ábrázol Domingo de Bérriz, Martín de la Haya és Juan de Cea szobraival, melyek 1580 és 1585 között születtek.

- Mária mennybemenetele-kápolna (Capilla de la Anunciación): García de Gudiel (1274–1280) püspöksége alatt készült kápolna, retablója Juan de Lizarazu és Lázaro de Azcoitia festőművész munkája.

- Szent Gergely-kápolna (Capilla de San Gregorio): A 13. században született kápolna D. Gonzalo de Hinojosa (elhunyt 1327) püspök síremlékével, kinek méltóságot és szomorúságot ábrázoló fekvő szobrát is megtalálhatjuk a síron.

- Szent Jeromos-kápolna (Capilla de San Jerónimo): Az épület északkeleti sarkában található a Juan de Vallejo által alkotott 16. századi apró kápolna, melynek retablója Szent Jeromost ábrázolja. E retablo 1545-ből származik, a szobrászművész Diego Guillén műve.

- Krisztus teste-kápolna (Capilla del Corpus Christi): Juan Estébanez-kápolnának is nevezik az 1371–1375 között létrejött épületrészt, mely Juan Estébanez Castellanosnak köszönhető. Itt látható az ún. Cid-vasláda.

- Keresztelő Szent János és Szent Jakab-kápolnák (Capillas de San Juan Bautista y Santiago): A két 16. századból származó kápolna Juan de Vallejo keze munkáját dicséri, 1524 és 1534 között jöttek létre. A székesegyház vallási kulturális kincsének igen értékes részét őrzik, 15–18. századi festményeket, 12–20. századi szobrokat. Itt található a katedrális legnagyobb értékű szobra, amely az oszlophoz kötözött Krisztust ábrázolja. A mű Diego de Siloé reneszánsz alkotása 1528-ból.